# Cattleya cinnabarina
La Cattleya cinnabarina es una especie de orquídea litofita que pertenece al género de las Cattleya.  

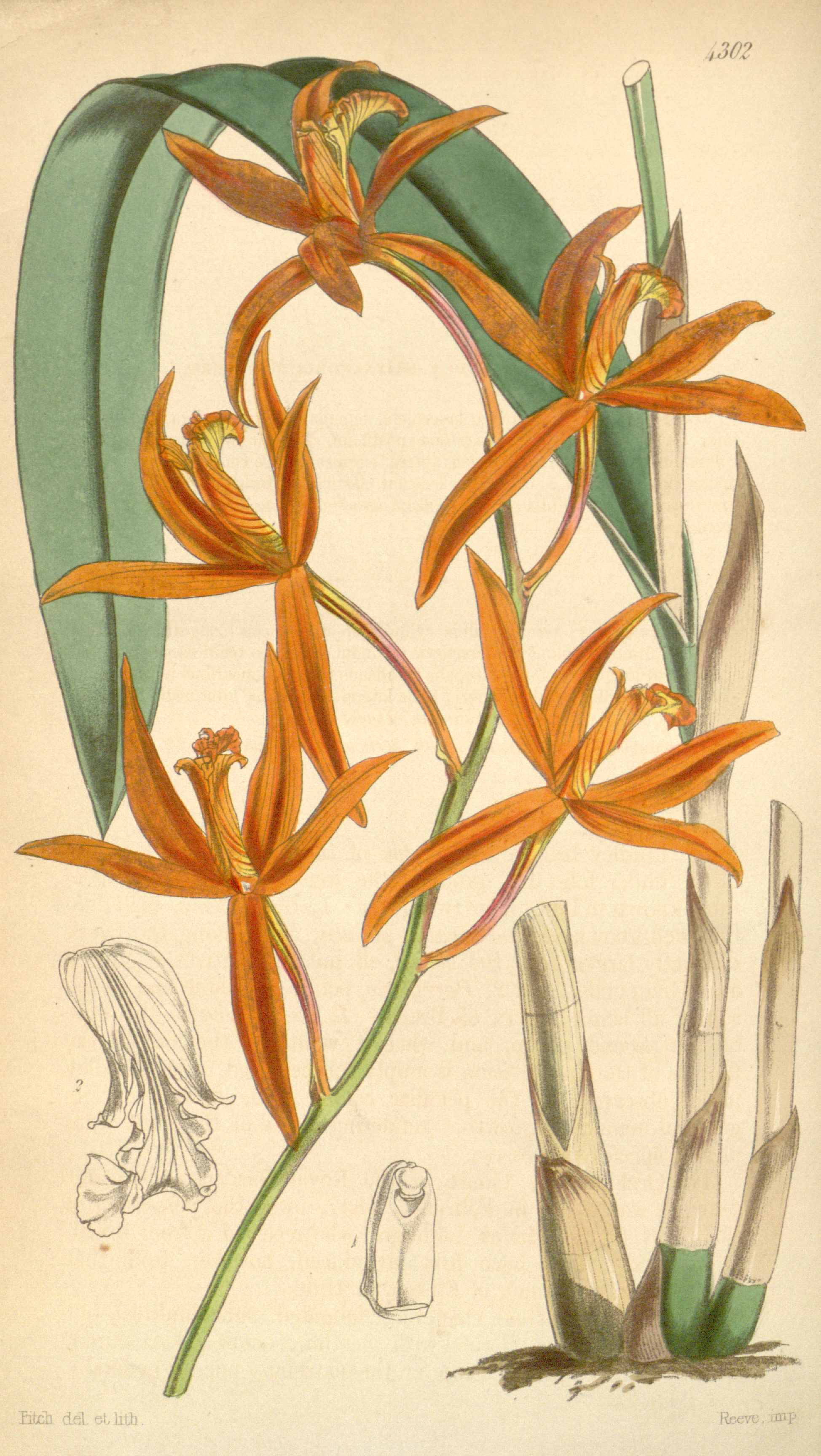
Ilustración

## Descripción
Es una orquídea de tamaño pequeño a mediano de hábitos litofitas con pseudobulbos cilíndricos para oboclaviformes, hinchados en las bases envueltas por fundas blancas y estriadas que llevan 1 o raramente 2 hojas, lineales oblongas, erguidas que están teñidas de púrpura. Florece en el final del invierno y en la primavera en el cultivo en una inflorescencia erecta, delgada de 60 cm  de largo, racemosa con 5 a 15 flores de color variable que son duraderas con una vaina basal aplanada.

## Distribución
Se encuentra en Minas Gerais, Sao Paulo y Río de Janeiro en las rocas entre las hierbas en las elevaciones de 800 a 1500 metros. 

## Taxonomía
Cattleya cinnabarina fue descrita por  (Bateman ex Lindl.) Van den Berg   y publicado en Neodiversity: A Journal of Neotropical Biodiversity 3: 6. 2008.
Etimología
Cattleya: nombre genérico otorgado en honor de William Cattley orquideólogo aficionado inglés,
cinnabarina: epíteto latíno que significa "con pigmento rojo como sulfuro de mercurio".
Sinonimia
- Amalia cinnabarina (Bateman ex Lindl.) Heynh.
- Bletia cinnabarina (Bateman ex Lindl.) Rchb.f.
- Bletia cinnabarina var. sellowii Rchb.f.
- Bletia cinnamomea (Rchb.f.) Rchb.f.
- Hoffmannseggella cinnabarina (Bateman ex Lindl.) H.G.Jones
- Laelia cinnabarina Bateman ex Lindl.
- Laelia cinnabarina var. sellowii (Rchb.f.) Cogn.
- Laelia cinnamomea Rchb.f.
- Sophronitis cinnabarina (Bateman ex Lindl.) Van den Berg & M.W.Chase	[1][5][6]